# Павел Фрінта
Павел Фрінта (чеськ. Pavel Frinta; нар. 13 серпня 1969, Прага, ЧССР) — чехословацький та чеський борець греко-римського стилю, срібний призер чемпіонату Європи, учасник трьох Олімпійських ігор.

## Життєпис
Боротьбою почав займатися з 1980 року. У 1987 році став срібним призером чемпіонату Європи серед юніорів. Наступного року виборов чемпіонський титул на чемпіонаті Європи серед молоді. А ще через рік здобув срібну медаль чемпіонату світу серед молоді.
Виступав за спортивний клуб «Доміно» з Праги. Тренер — Вацлав Шейнер.
Семиразовий чемпіон Чехії, 1990—1994, 1998—1999.

## Спортивні результати на міжнародних змаганнях

### Виступи на Олімпіадах
| Змагання                    | Збірна         | Вагова категорія                 | Місце             |
| --------------------------- | -------------- | -------------------------------- | ----------------- |
| Літні Олімпійські ігри 1988 | Чехословаччина | греко-римська боротьба, до 82 кг | не вийшов з групи |
| Літні Олімпійські ігри 1992 | Чехословаччина | греко-римська боротьба, до 82 кг | 8                 |
| Літні Олімпійські ігри 1996 | Чехія          | греко-римська боротьба, до 82 кг | 13                |

### Виступи на Чемпіонатах світу
| Змагання                        | Збірна         | Вагова категорія                 | Місце |
| ------------------------------- | -------------- | -------------------------------- | ----- |
| Чемпіонат світу з боротьби 1990 | Чехословаччина | греко-римська боротьба, до 82 кг | 5     |
| Чемпіонат світу з боротьби 1991 | Чехія          | греко-римська боротьба, до 82 кг | 13    |
| Чемпіонат світу з боротьби 1994 | Чехія          | греко-римська боротьба, до 82 кг | 6     |

### Виступи на Чемпіонатах Європи
| Змагання                         | Збірна | Вагова категорія                 | Місце  |
| -------------------------------- | ------ | -------------------------------- | ------ |
| Чемпіонат Європи з боротьби 1991 | ЧСФР   | греко-римська боротьба, до 82 кг | Срібло |
| Чемпіонат Європи з боротьби 1994 | Чехія  | греко-римська боротьба, до 82 кг | 12     |
| Чемпіонат Європи з боротьби 1995 | Чехія  | греко-римська боротьба, до 82 кг | 6      |
| Чемпіонат Європи з боротьби 1996 | Чехія  | греко-римська боротьба, до 82 кг | 12     |

### Виступи на інших змаганнях
| Змагання                           | Збірна | Вагова категорія                 | Місце  |
| ---------------------------------- | ------ | -------------------------------- | ------ |
| Золотий Гран-прі з боротьби 1992   | ЧСФР   | греко-римська боротьба, до 82 кг | Бронза |
| Гран-прі Німеччини з боротьби 1992 | Чехія  | греко-римська боротьба, до 82 кг | Бронза |
| Гран-прі Німеччини з боротьби 1995 | Чехія  | греко-римська боротьба, до 82 кг | Бронза |

### Виступи на змаганнях молодших вікових груп
| Змагання                                       | Збірна         | Вагова категорія                 | Місце  |
| ---------------------------------------------- | -------------- | -------------------------------- | ------ |
| Чемпіонат світу з боротьби серед юніорів 1986  | Чехословаччина | греко-римська боротьба, до 75 кг | 4      |
| Чемпіонат Європи з боротьби серед юніорів 1987 | Чехословаччина | греко-римська боротьба, до 74 кг | Срібло |
| Чемпіонат Європи з боротьби серед молоді 1988  | Чехословаччина | греко-римська боротьба, до 82 кг | Золото |
| Чемпіонат світу з боротьби серед молоді 1989   | Чехословаччина | греко-римська боротьба, до 82 кг | Срібло |